# Call Me Baby
"Call Me Baby" là bài hát được thu âm bởi nhóm nhạc nam Hàn Quốc EXO cho album phòng thu thứ hai của nhóm EXODUS. Nó được phát hành ở phiên bản tiếng Hàn và tiếng Quan Thoại bởi SM Entertainment vào ngày 27 tháng 3 năm 2015 dưới dạng đĩa đơn dẫn đường cho album. Bài hát là một thành công thương mại và đã bán được hơn 1,6 triệu bản trên toàn thế giới.

## Phát hành và quảng bá
Nhằm quảng bá EXODUS, một loạt các video được gọi là "Pathcode", có một thành viên EXO với mỗi người ở nhiều địa điểm khác nhau đã được phát hành trên YouTube. Kí tự đầu tiên của tên các địa điểm—Colorado, Arizona, London, Lyon, Marseille, Edinburgh, Barcelona, Almaty, Berlin và Vân Nam— ghép lại thành "Call Me Baby" cũng là tên đĩa đơn dẫn đường của album. Bài hát được phát hành kỹ thuật số vào ngày 27 tháng 3 năm 2015, ba ngày trước album. EXO bắt đầu biểu diễn bài hát trên các chương trình truyền hình âm nhạc Hàn Quốc vào ngày 2 tháng 4 năm 2015. Sau buổi họp báo phát hành album, thành viên Tao đã vắng mặt trong các hoạt động quảng bá và sau đó rút khỏi nhóm,. "Call Me Baby" là đĩa đơn của EXO cuối cùng anh tham gia.

## Video âm nhạc
Các video âm nhạc tiếng Hàn và tiếng Trung của "Call Me Baby" được phát hành vào ngày 30 tháng 3 năm 2015. Các video chủ yếu thể hiện các màn trình diễn bài hát của EXO tại một kho hàng và trên phông nền trắng, và được quay theo phong cách one shot. Phiên bản tiếng Hàn sau đó trở thành video âm nhạc K-pop được xem nhiều thứ ba trên YouTube vào năm 2015.
Vào ngày 23 tháng 9 năm 2018, video âm nhạc phiên bản Hàn Quốc đã vượt qua 200 triệu lượt xem trên YouTube, trở thành video âm nhạc thứ hai của họ làm được điều này.

## Phản hồi
Trong bài viết của mình trên Billboard, Jeff Benjamin nhận xét: Dù "Call Me Baby" "có giai điệu được lấy cảm hứng từ âm hưởng cuối thập niên 90/ đầu thập niên 2000", EXO "không chỉ truyền tải được cảm giác hoài niệm, mà còn khuếch đại cảm giác ấy đến 200 phần trăm." Bài hát đạt vị trí thứ 2 trên hai bảng xếp hạng  Nhạc số của Gaon của Hàn Quốc và World Digital Song Sales của Billboard.  Bài hát cũng tiến vào bảng xếp hạng Canadian Hot 100 ở vị trí 98, và EXO là nghệ sĩ Hàn Quốc thứ hai, sau Psy, xuất hiện trên bảng xếp hạng này. "Call Me Baby" có tổng cộng 18 chiến thắng trên các chương trình âm nhạc hàng tuần của Hàn Quốc, và cũng là bài hát có nhiều chiến thắng cao thứ hai lúc bấy giờ. Billboard xếp bài hát ở vị trí thứ 9 trong Danh sách 20 bài hát Kpop hay nhất năm 2015.

### Bảng xếp hạng cuối năm
| Nhà phê bình/xuất bản | Danh sách                                           | Thứ hạng | Chú thích |
| --------------------- | --------------------------------------------------- | -------- | --------- |
| Billboard             | 20 bài hát Kpop hay nhất năm 2015                   | 9        | [ 13 ]    |
| KultScene             | 50 bài hát Hàn Quốc hay nhất năm 2015               | 7        | [ 14 ]    |
| SBS PopAsia           | 18 bài hát Kpop ấn tượng trong thời gian 2014-2016  | 4        | [ 15 ]    |
| SBS PopAsia           | 27 bài hát K-pop hay nhất trong thời gian 2014-2016 | 8        | [ 16 ]    |

## Đóng góp
| - EXO – Giọng hát - Jo Yoon-kyung – Sáng tác - January 8th – Sáng tác - Kim Dong-hyun – Sáng tác - Teddy Riley – Sáng tác - DOM – songwriting - Lee Hyun-seung – Sáng tác | - Jason J. Lopez – Sáng tác - Dantae Johnson – Sáng tác - Maxx Song – Chỉ đạo âm thanh, thu âm, chỉnh sửa - Jung Eui-seok – Thu âm - Lee Ji-hong - Chỉnh sửa - Jin Nam-koong - Phối khí |

Trích dẫn từ ghi chú của album.

## Bảng xếp hạng
| Bảng xếp hạng (2015)                        | Peak position |
| ------------------------------------------- | ------------- |
| Canada (Canadian Hot 100)                   | 98            |
| Hàn Quốc (Gaon Digital Chart)               | 2             |
| Hoa Kỳ World Digital Song Sales (Billboard) | 2             |

| Chart (2015)                  | Thứ hạng cao nhất |
| ----------------------------- | ----------------- |
| Hàn Quốc (Gaon Digital Chart) | 7                 |

## Doanh số
| Khu vực               | Doanh số  |
| --------------------- | --------- |
| Hàn Quốc (Gaon)       | 1,229,566 |
| Hoa Kỳ (RIAA)         | 5,000     |
| Canada (Music Canada) | 200       |

## Chiến thắng và đề cử

### Giải thưởng chương trình âm nhạc
| Chương trình              | Ngày                     |
| ------------------------- | ------------------------ |
| Inkigayo (SBS)            | Ngày 5 tháng 4 năm 2015  |
| Inkigayo (SBS)            | Ngày 12 tháng 4 năm 2015 |
| Inkigayo (SBS)            | Ngày 19 tháng 4 năm 2015 |
| Show Champion (MBC Music) | Ngày 8 tháng 4 năm 2015  |
| Show Champion (MBC Music) | Ngày 15 tháng 4 năm 2015 |
| Show Champion (MBC Music) | Ngày 22 tháng 4 năm 2015 |
| M Countdown (Mnet)        | Ngày 9 tháng 4 năm 2015  |
| M Countdown (Mnet)        | Ngày 17 tháng 4 năm 2015 |
| M Countdown (Mnet)        | Ngày 30 tháng 4 năm 2015 |
| Music Bank (KBS)          | Ngày 10 tháng 4 năm 2015 |
| Music Bank (KBS)          | Ngày 17 tháng 4 năm 2015 |
| Music Bank (KBS)          | Ngày 24 tháng 4 năm 2015 |
| Music Bank (KBS)          | Ngày 1 tháng 5 năm 2015  |
| Show! Music Core (MBC)    | Ngày 11 tháng 4 năm 2015 |
| Show! Music Core (MBC)    | Ngày 18 tháng 4 năm 2015 |
| Show! Music Core (MBC)    | Ngày 25 tháng 4 năm 2015 |
| Show! Music Core (MBC)    | Ngày 2 tháng 5 năm 2015  |
| The Show (SBS MTV)        | Ngày 28 tháng 4 năm 2015 |